# Andes tener
Andes tener är en insektsart som beskrevs av Van Stalle 1983. Andes tener ingår i släktet Andes och familjen kilstritar. Inga underarter finns listade i Catalogue of Life.